# Gijsbert van Tienhoven
Gijsbert van Tienhoven (12. února 1841 De Werken – 10. října 1914 Bentveld) byl nizozemský politik. Jako nestranický liberál byl premiérem Nizozemska v letech 1891–1894. V nejvyšší exekutivní funkci strávil 2 roky, 8 měsíců a 18 dní. Souběžně byl ministrem zahraniční věcí. V letech 1880 až 1891 působil jako starosta Amsterdamu.

## Život
V roce 1860 začal studovat teologii na Univerzitě v Utrechtu, ale studium nedokončil. Místo toho vystudoval tamtéž práva. Absolvoval v roce 1866. Poté krátce pracoval jako advokát v Haagu. V letech 1867 až 1869 byl úředníkem na ministerstvu spravedlnosti. Poté se stal profesorem na škole Athenaeum Illustre v Amsterdamu, kde učil až do roku 1873. V letech 1873 až 1877 byl školním inspektorem. V únoru 1874 byl zvolen do amsterdamské městské rady a dlouho zde pak zastával post radního pro finance, než povýšil na starostu. Jeho jedenáct let v tomto úřadě se shodovalo s velkým rozvojem města. Pod jeho vedením hostil Amsterdam v roce 1883 velkou mezinárodní koloniální a obchodní výstavu, byly otevřeny Rijksmuseum (1885), koncertní síň Concertgebouw (1888) a nové hlavní nádraží. V roce 1878 byl prvně zvolen do sněmovny, roku 1880 do Senátu, kde pak zasedal nepřetržitě až do roku 1891 a znovu v letech 1894–1897. Po všeobecných volbách v roce 1891 byl pověřen sestavením kabinetu. Sám se postavil do jeho čela. V roce 1894 předložil ministr vnitra Johannes Tak van Poortvliet návrh zákona, který chtěl zavést všeobecné volební právo pro muže. Van Tienhoven tento návrh zákona podpořil, ale byl zamítnut ve sněmovně, načež Van Tienhoven podal demisi. Mezi lety 1897 až 1911 byl královniným komisařem Severního Holandska. Byl důvěrníkem regentky (a budoucí královny) Emmy Waldecko-Pyrmontské.